# A Dunaújváros FC labdarúgóinak listája
Ez a lista a Dunaújváros igazolt felnőtt labdarúgóit tartalmazza, névsorrendben 1953 és 2003 között. A lista az első osztályban szerepelt játékosokat tartalmazza.

## A, Á
- Aczél László
- Ajtony Csaba
- Jose Alex
- Andriska Vilmos

## B
- Badi Miklós
- Bagoly Bertalan
- Bagoly Gábor
- Bakó Béla
- Balaskó Iván
- Báló Tamás
- Balogh Tamás
- Baranyi Miklós
- Bartók István
- Bazsó János
- Bécs Gábor
- Bédi Lajos
- Bita László
- Bódi Zoltán
- Boldóczki Sándor
- Boromissza Lajos
- Borsányi Attila
- Bosánszky Jenő
- Buzás Attila
- Bükszegi Zoltán

## C, Cs
- Czigler Ernő
- Csapucha Mátyás
- Cseh Sándor
- Csehi Tamás
- Csehi Tibor
- Cseke László
- Csepecz Ferenc
- Csepregi János
- Csorba József
- Csörgő Szilárd

## D
- Dávid Zoltán
- Deli Zoltán
- Devecseri Ferenc
- Dienes Pál
- Dózsa Attila
- Jovan Drobnjak
- Dudás Péter
- Dupai János

## E, É
- Éger László
- Engelbrecht Zoltán

## F
- Fábián Zoltán
- Fajkusz László
- Fajt László
- Fejes László
- Flórián Lajos
- Formaggini Károly
- Földi Ferenc

## G, Gy
- Giron Zsolt
- Gróf András

## H
- Halmai József
- Hámori László
- Harangi József
- Hegedűs András
- Hojszák Zoltán
- Holló István
- Horváth Péter
- Horváth Zoltán

## J
- Jagodics László
- Jäkl Antal
- Jegija Javrujan
- Vjacseszlav Jeremejev
- Józsi Mihály
- Judik Péter

## K
- Kalmár Ferenc
- Kamarás Béla
- Kántor Sándor
- Keller János
- Kerepeczky György
- Király Árpád
- Kiss György
- Kiss Imre
- Kiss Zsolt
- Klement András
- Klement Balázs
- Kóczián Ferenc
- Komódi László
- Korona Ferenc
- Kotász Antal
- Kovács András
- Kovács Sándor
- Kovács Tibor
- Kovács Zsolt
- Kovácsevics Árpád
- Ködmön József
- Krasznai László
- Krukk Béla
- Kuti László

## L
- Ladányi László
- Lajtos Dávid
- László János
- Lehota János
- Lengyel Ferenc
- Lennert Ferenc
- Ligeti Béla
- Linka József

## M
- Magasházi József
- Magyar János
- Majzlinger Sándor
- Markó János
- Márkus László
- Mártha Sándor
- Rade Medić
- Menyhárt Menyhért
- Mészáros Norbert
- Micskó Márk
- Mihály József
- Mikler Lajos
- Dejan Milovanović
- Miskovitz Bálint
- Mohács Károly
- Molnár Zoltán
- Oleg Mozgovoj

## N, Ny
- Nagy Béla
- Nagy Ervin
- Nagy Ferenc
- Nagy János
- Nagy Tamás
- Nagymáté István
- Németh Gábor
- Németh György
- Németh Péter
- Németh Viktor
- Nikolov Balázs
- Július Nôta
- Ihor Nyicsenko
- Nyúl Gábor
- Nyúl István

## O, Ó, Ö, Ő
- Oláh József
- Orosz Ferenc

## P
- Paizs János
- Pap Nándor
- Papp Károly
- Pásztor István
- Marek Penksa
- Petry Zsolt
- Pintér Attila
- Pomper Tibor
- Popovics Lajos

## R
- Rabóczki Balázs
- Réder János
- Repka János
- Ress József
- Romanek János
- Rompos József
- Rósa Dénes
- Rósa Henrik
- Rózsi József
- Ruppert Gábor
- Ruppert Mihály

## S, Sz
- Sági Csaba
- Sági István
- Sajó László
- Salamon Miklós
- Segesvári Sándor
- Serédi-Schwara Nándor
- Simon Gábor
- Simon János
- Simon Ottó
- Vojimir Sindjić
- Sólyom János
- Somogyi Sándor
- Somogyvári László
- Sowunmi Thomas
- Staller János
- Sugár Tibor
- Sulija Ottó
- Szabó Gergely
- Szabó József
- Szadeczky László
- Szakos Csaba
- Szántó Róbert
- Szauer Tamás
- Szekeres József
- Szentesi György
- Szép Csaba
- Szepessy László
- Szigeti Ferenc
- Szimacsek Tibor
- Sztanó Miklós
- Szűcs János

## T, Ty
- Takács József
- Tamási Gábor
- Tatár János
- Tatár József
- Tímár Dezső
- Tóth István
- Tóth János
- Tóth Tibor
- Tököli Attila
- Törő László
- Török Kálmán, 1939
- Török Kálmán, 1953

## U, Ú, Ü, Ű
- Ullmann István

## V
- Vajda István
- Vajda Zoltán
- Varga Ferenc
- Varga László
- Vaskó József
- Végh Péter
- Virágh Ernő

## W
- Weimper István
- Weitner János

## Z, Zs
- Zavadszky Gábor
- Zombori András
- Zováth János
- Zsinka János
- Zsók József